# Rete Toscana Classica
Radio Rete Toscana Classica è un progetto radiofonico nato nel luglio del 2002, atto a recuperare e far conoscere a un pubblico più vasto un genere di nicchia qual è la musica classica. Oltre alla programmazione musicale - trasmessa a ogni ora del giorno - l'emittente si impegna a trasmettere le notizie più importanti sulla cultura e sulle iniziative musicali ed artistiche in Toscana.

## Storia della radio
Rete Toscana Classica è nata il 16 luglio del 2002 per volontà della Regione Toscana dopo una pubblica petizione al Governatore Claudio Martini, all'indomani della chiusura di Radio Montebeni, storica emittente toscana dedicata alla musica colta. Il progetto di questa radio, dedicata interamente alla trasmissione di musica d'arte, è stato ideato da Alberto Batisti. Lo affianca Luca Berni come responsabile della programmazione.
Dal 2003 la radio si è costituita in fondazione di diritto privato: soci della Fondazione sono la Fondazione Orchestra Regionale Toscana e l’Associazione Pro Verbo di Prato.  Fin dalla sua nascita, Rete Toscana Classica è sostenuta dalla Regione Toscana perché ritenuta efficace come strumento di promozione della cultura e della musica in particolare.

### Riconoscimenti
Rete Toscana Classica ha ottenuto i seguenti riconoscimenti per la sua attività e per la sua missione culturale:

#### maggio 2006
La giuria del 26° Premio Franco Abbiati della critica musicale italiana, in rappresentanza dell’Associazione Nazionale Critici Musicali, ha insignito Rete Toscana Classica del Premio Filippo Siebanek. Ecco la motivazione: “Rete Toscana Classica, creata nel 2003 su iniziativa di Regione, Ort e associazione Pro Verbo di Prato, emittente interamente dedicata alla programmazione di musica sinfonica, operistica e jazz, ventiquattro ore su ventiquattro, e ora ascoltabile anche su internet, ha coronato con significativo e fedele riscontro nel numero degli ascoltatori un importante progetto di diffusione capillare del repertorio classico, testimoniando l’importanza e il ruolo divulgativo prezioso che può avere la radio, e una programmazione varia, intelligente e attenta alla produttività locale”.

#### 11 luglio 2006
Rete Toscana Classica viene premiata con il Premio Microfono di Cristallo – Umberto Benedetti attribuito dal Comune di Colle di Val d’Elsa.

#### settembre 2006
Premio Microfono di cristallo Umberto Benedetti per la Radiofonia istituito dall’associazione Personae – Arti e Comunicazione e dal Centro Unesco di Firenze in collaborazione con la Sede Regionale Rai per la Toscana.

#### novembre 2018
10° Premio Laszlo Spezzaferri del Conservatorio di Verona.
Il Premio è stato ideato da Giuseppe Fricelli e Manola Campagnari per ricordare Làszlo Spezzaferri, fondatore dei Conservatori di musica di Verona, Adria e Rovigo. Il riconoscimento viene assegnato a personalità del mondo dello spettacolo, della cultura e della scienza e a istituzioni che si impegnano concretamente nella divulgazione della musica.

## Sede
La radio ha sede a Prato, in Via Santa Trinita n°2